# 명덕황후 (북송)
명덕황후 이씨(明德皇后 李氏, 960년 ~ 1004년 4월 13일(음력 3월 15일))는 북송 태종(太宗)의 황후이다.

## 생애

### 황후 시절
명덕황후 이씨는 노주(潞州) 상당(上黨) 출신이며 송나라의 개국공신이자 치주(淄州)자사를 지낸 이처운(李處耘)과 진씨(陳氏)의 둘째딸이다.
개보 연간에 태조 조광윤이 태종 조광의가 상처하자 이씨를 조광의와 혼인하게 하여 왕비로 삼았다. 이후 태종이 즉위하고 3년이 지난 978년(태평흥국 3년) 입궁하였으며, 984년(옹희 원년) 12월, 황후로 책봉되었다. 이황후는 단정하고 예의바르며 인자하고 관대하였다. 태종과의 사이에서 아들을 낳았으나 조졸하였다.
996년(지도 2년), 이황후의 적모인 오씨를 위국태부인으로, 생모인 진씨를 한국태부인으로 각각 봉하였다.

### 황태후 시절
태종이 붕어하고 진종이 즉위하자 황태후로 존숭받았으며 서궁의 가경전으로 거처를 옮겼다. 진종은 태후 이씨에게 효를 다하였으며 특별히 만안궁(萬安宮)을 지어주었다. 이태후가 병에 들자 손수 약을 다렸을뿐만 아니라 병이 깊어지자 울음을 터뜨렸고, 상을 걸고 민간의 명의들을 수소문하기도 하였다.
1004년(경덕 원년) 3월 15일, 태후 이씨는 만안궁에서 붕어하였다. 시호는 명덕(明德)이며 영희릉(永熙陵)에 묻혔다.

## 가족 관계

### 부모
- 부 : 이처운(李處耘)
- 모 : 한국태부인 진씨(韓國太夫人 陳氏)

### 남편
- 태종(太宗, 939년 ~ 997년) : 북송의 제2대 황제